# Войцех Кентшинський
Войцех Кентшинський (пол. Wojciech Kętrzyński; 11 липня 1838, Гіжицько — 15 січня 1918, Львів) — польський історик, багатолітній директор Національної бібліотеки імені Оссолінських у Львові.

## Біографія

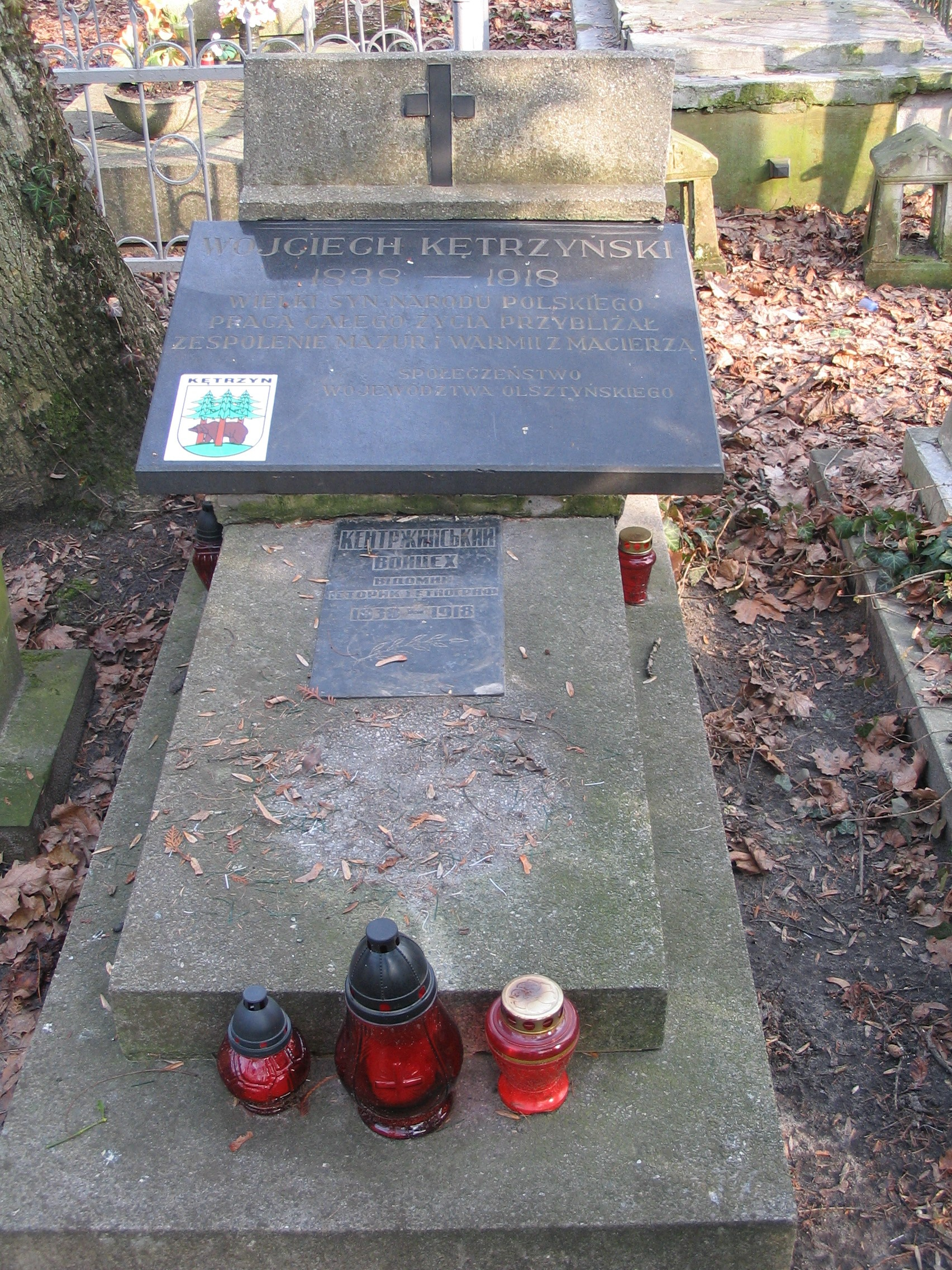
Могила на Личаківському цвинтарі

Войцех Кентшинський (ім'я при народженні — Адальберт фон Вінклер) народився 11 липня 1838 року в Гіжицько в родині Йосифа, який працював жандармом у місцевому відділку поліції та Елеонори з дому Раабе, яка походила з Нового Села під Ілавою. Його батько мав дворянське походження, а прізвище походило від назви місцевості Кентшино у Вейгеровському повіті. По смерті батька у 1846 році, Кентшинський у 1849–1853 роках перебував у потсдамській школі для сиріт. У 1853–1855 роках навчався в прогімназії в Льотцені (нині — Гіжицько) завершивши там за два роки п'ятилітній курс.
1856 року одержав листа від сестри, з якого дізнався про своє польське походження та давнє родове прізвище Кентшинський. Через це зацікавився науковим вивченням польської мови. У 1859 році склав іспит зрілості і 13 жовтня розпочав історичні студії на філософському відділі Кенігсберзького університету (Альбертіна). Поринув у патріотичну діяльність, брав безпосередню участь у січневому повстанні 1863 року — організував переправлення зброї польським повстанцям. 11 вересня 1863 року заарештований в селі Яроти та ув'язнений в Верхніх Воротах в Ольштині. Після попереднього звільнення від обвинувачень, 6 жовтня його знов заарештовано і розміщено у в'язницю Моабіт в передмісті Берліну. Його справа пізніше розглядалася у великому судовому процесі поляків в Берліні. Під час процесу був звинувачений у державній зраді, але згодом виправданий.
23 грудня 1864 року засуджений до року ув'язнення у Клодзькій фортеці. Там Кентшинський переклав на латинську мову свою докторську дисертацію. У 1868—1870 роках працював бібліотекарем у Й. Дзялинського в Курніку поблизу Познані. Від 1873 року безперервно працював у науковій установі ім. Оссолінських у Львові. Спочатку з 1 червня 1870 року, як науковий секретар, потім з 1 листопада 1876 року як директор установи.
1906 року отримав другу нагороду фундації Францішека Кохмана зі Львова.
Войцех Кентшинський помер 15 січня 1918 року, похований на Личаківському цвинтарі у Львові.

## Родина
Частина родини Войцеха Кентшинського оселилася в Варшаві, інші емігрували до Канади.

## Вшанування
Пам'ять Войцеха Кентшинського вшановано. В 1946 році мазурське місто Растемборк перейменовано на Кентшин. Прізвищем його названо багато вулиць, зокрема, у 1919-1946 роках, його ім'я носила сучасна вулиця Федьковича у Львові.  Також його ім'я носять школи та інші заклади.

## Доробок
Войцеха Кентшинського за творчим доробком знають як історика, етнографа, політика, публіциста і поета. У своїх роботах опирався на багато на той момент не опублікованих джерел. Критично ставився до історичних містифікацій німецьких істориків. Кентшинський співпрацював з Генриком Сенкевичем, який, при написанні роману «Потоп», безсумнівно користувався його знаннями.
Найважливіші праці Войцеха Кентшинського:
- У 1868 році публікує в «Познанській Газеті» статтю «Про Мазури», яка також публікувалася  1872 року в скороченій версії. Вона була однією з його перших публікацій, що наближають Мазури до Польщі та Польщу до Мазурів.
- "Польська газета" з початку XVIII століття ("Пошта Крулевецька" 1718–1720). Опубліковано в «Науковому Провіднику», Львів 1880.
- Вірші Войцех Кентшинський почав писати німецькою мовою ще в юнацькі роки. Тираж збірки «Aus dem Liederbuch eines Germanisierten (1854—1862)», виданої 1883 року, був згодом конфіскований через протидію пруської й австрійської влади.